# Stara Grzybowszczyzna
Stara Grzybowszczyzna – wieś w Polsce położona w województwie podlaskim, w powiecie sokólskim, w gminie Krynki.

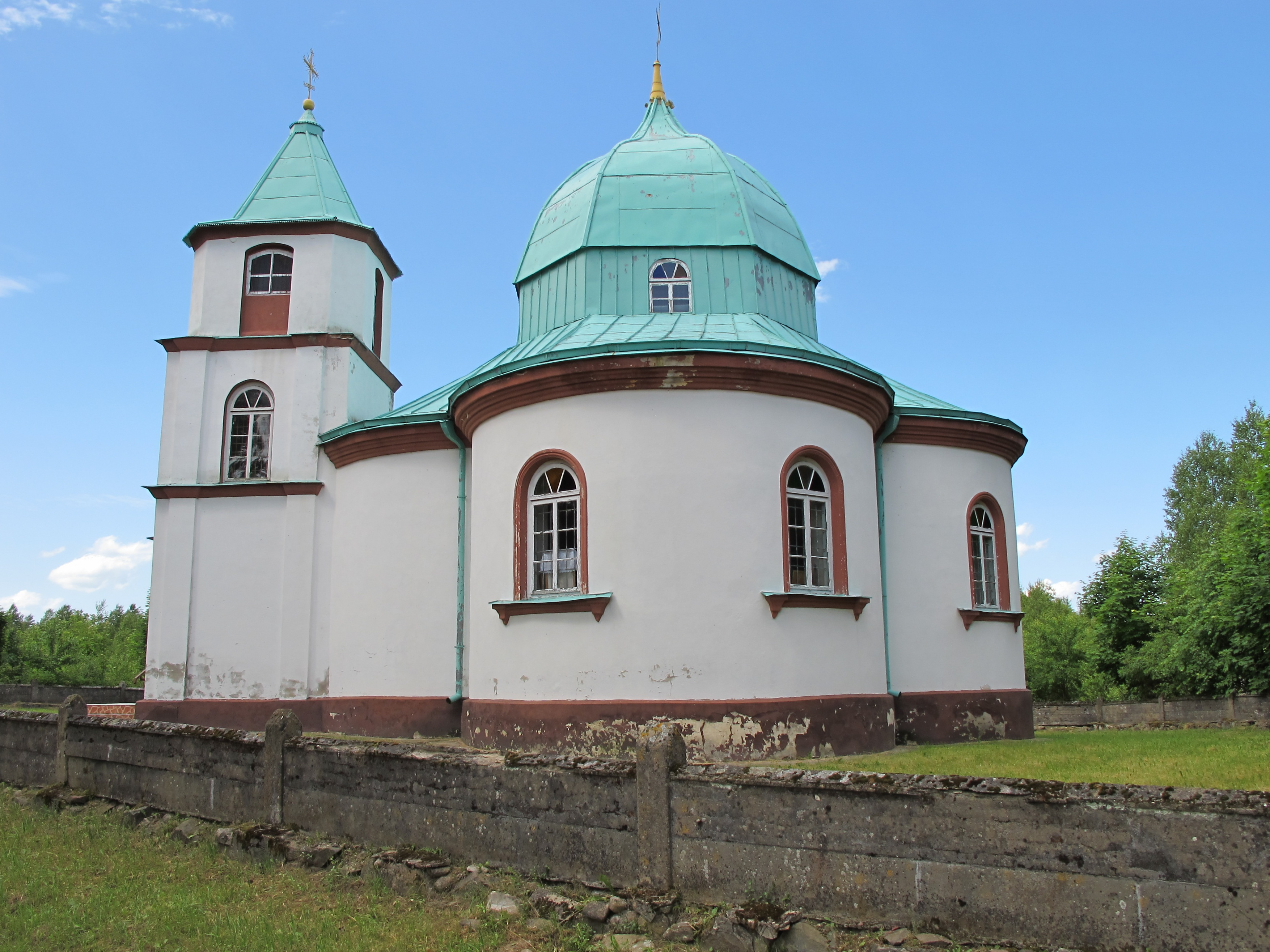
Cerkiew Narodzenia św. Jana Chrzciciela

W 1930 w lesie niedaleko wsi powstała cerkiew pod wezwaniem Narodzenia św. Jana Chrzciciela, zbudowana z inicjatywy Eliasza Klimowicza. Obecnie jest to świątynia filialna prawosławnej parafii Zaśnięcia Przenajświętszej Bogurodzicy w Ostrowiu Północnym. W pobliżu cerkwi znajduje się cmentarz. Pobliska osada Wierszalin upamiętnia Eliasza Klimowicza - „Śladami Ilji - Wierszalin”. Obok usytuowana jest  Monoteistyczna Świątynia Świata.
Natomiast wierni kościoła rzymskokatolickiego należą do parafii Parafia Matki Bożej Miłosierdzia w Podlipkach.
W latach 1975–1998 miejscowość administracyjnie należała do województwa białostockiego.